# Bořina (Kuklík)
Bořina je malá osada, část obce Kuklík v okrese Žďár nad Sázavou. Nachází se asi 500 m na jihovýchodně od Kuklíku. V roce 2016 zde bylo evidováno 15 adres. V roce 2011 zde trvale žilo 64 obyvatel.

## Galerie

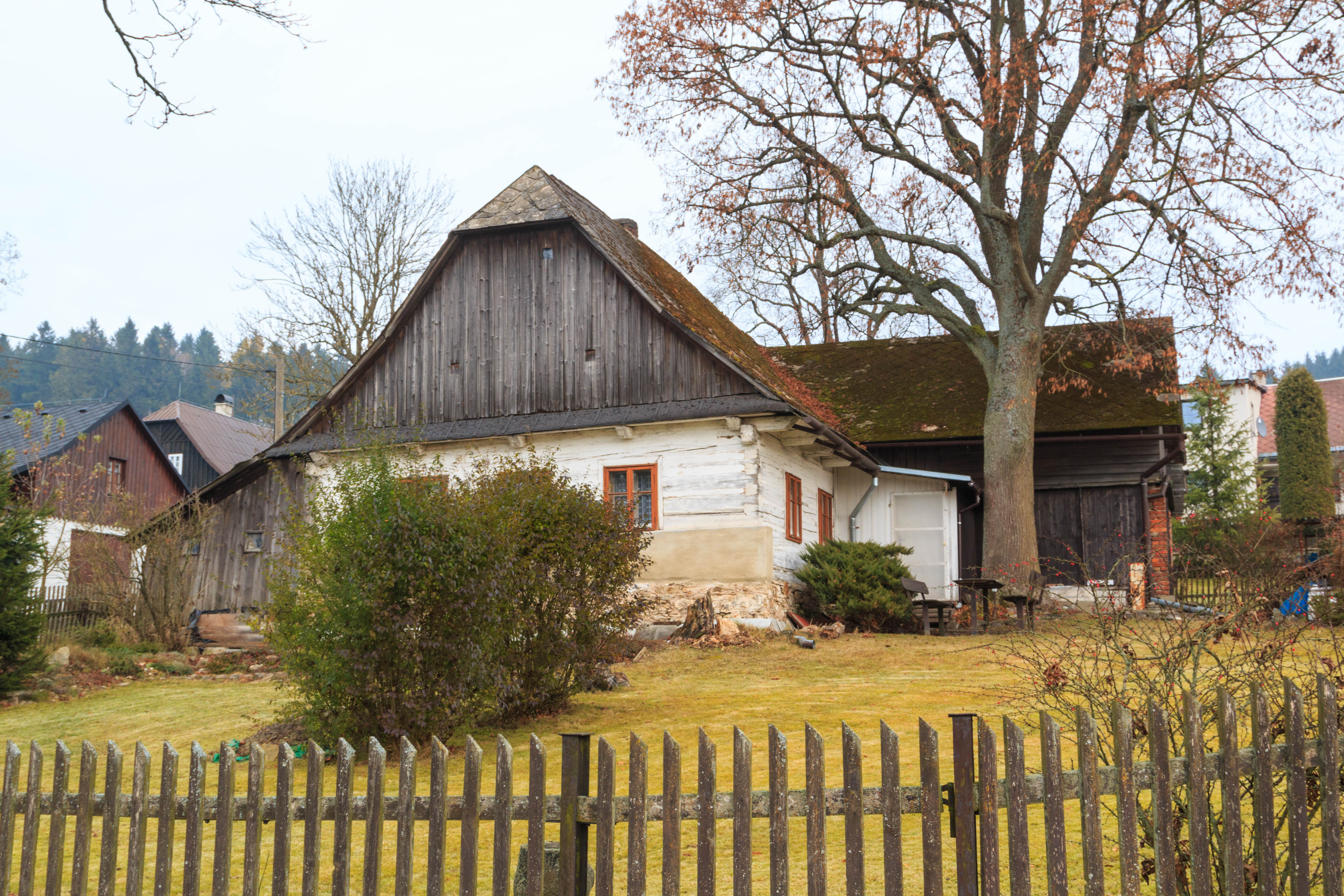
Bořina u Kuklíku - čp. 61
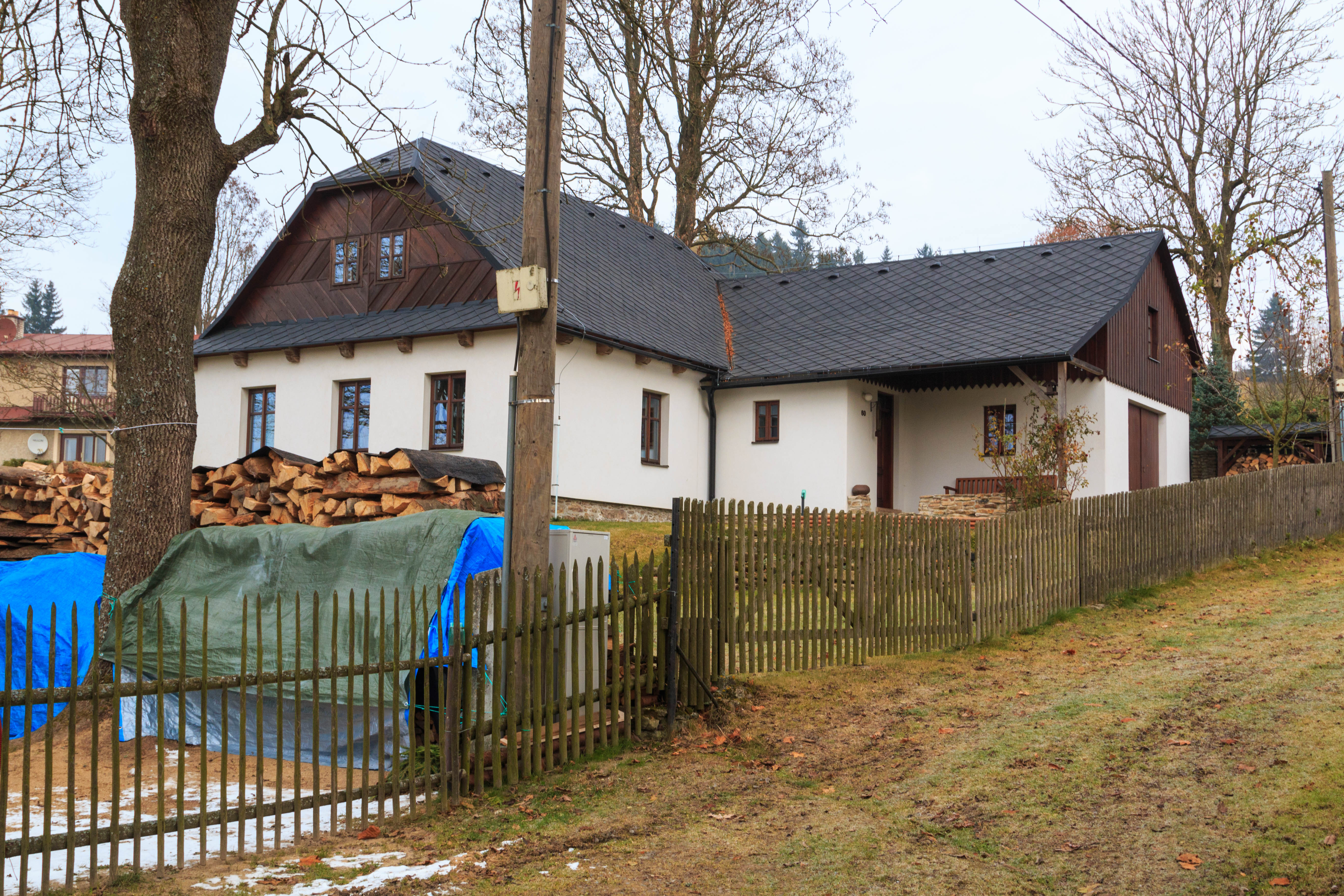
Bořina u Kuklíku - čp. 60
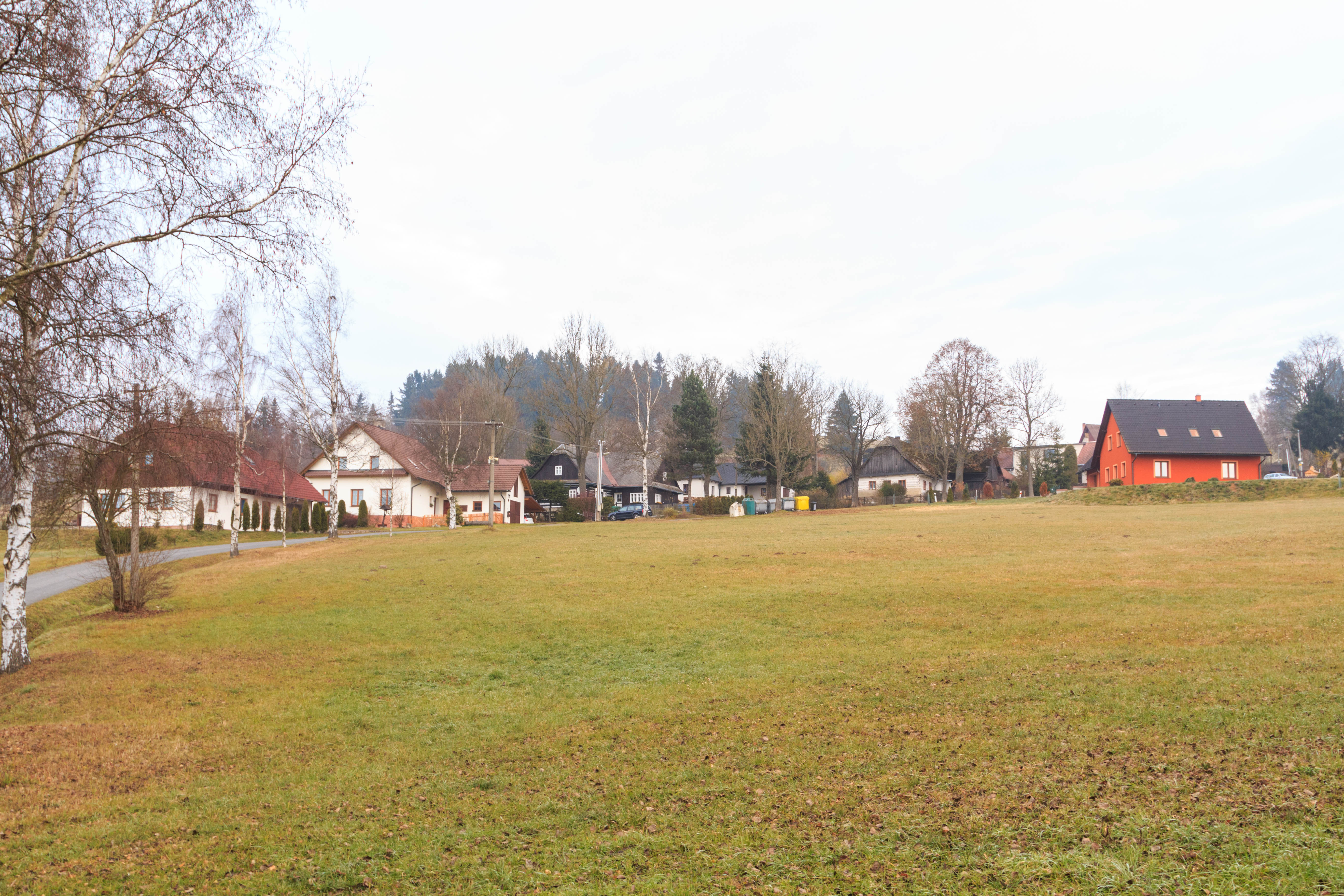
Bořina u Kuklíku - pohled od mlýna
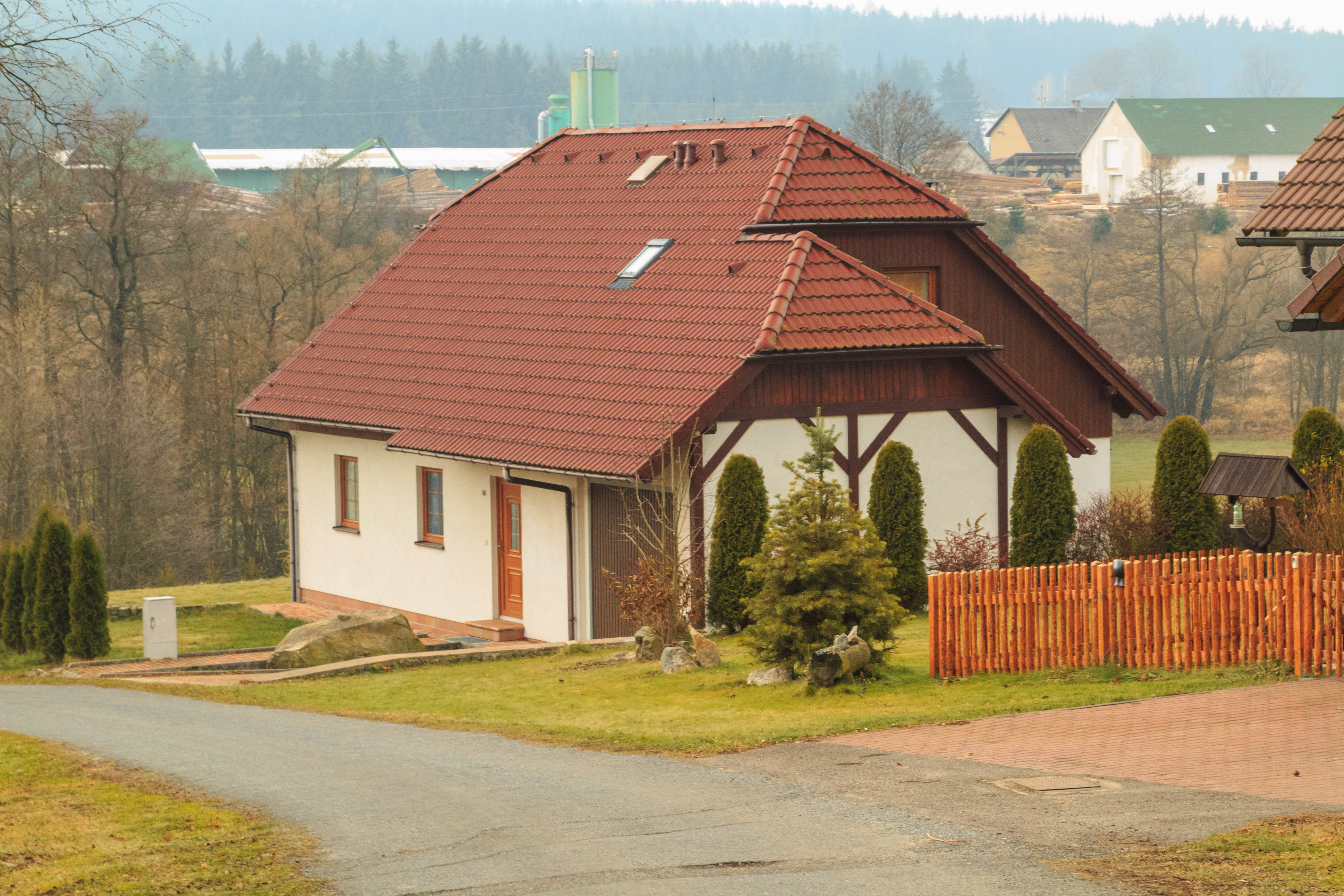
Bořina u Kuklíku - čp. 86